# Reichsstraße 368
Die Reichsstraße 368 (R 368) war bis 1945 eine Reichsstraße des Deutschen Reichs, die vollständig auf 1939 annektiertem, bis dahin tschechoslowakischem Gebiet (Protektorat Böhmen und Mähren) lag. Die Straße zweigte in dem Dorf Štipoklasy (Stipoklas) in der Gemeinde Zbraslavice im Okres Kutná Hora von der damaligen Reichsstraße 366 ab und folgte dem Verlauf der heutigen Silnice 339 nach Čáslav (Tschaslau), wo sie die damalige Reichsstraße 96 (heute Silnice I/38) kreuzte. Von Čáslav verlief in sie in östlicher Richtung auf der Trasse der heutigen Silnice I/17 nach Chrudim und endete nördlich von Vysoké Mýto (Hohenmauth) an der damaligen Reichsstraße 177 (heute Silnice I/35).
Ihre Gesamtlänge betrug  rund 76 Kilometer.